# Киркенес (аэропорт)
Аэропорт Киркенес Хёйбуктмоэн (норв. Kirkenes lufthavn, Høybuktmoen; ИАТА: KKN, ИКАО: ENKR) — международный аэропорт, расположенный в 15 километрах к западу от города Киркенес, в коммуне Сёр-Варангер, фюльке Финнмарк, Норвегия. Управляется государственной компанией Avinor. Аэропорт имеет одну асфальтовую ВПП размером 2115Х45 метра, расположенную по курсу 06/24. Scandinavian Airlines и Norwegian Air Shuttle летают в этот аэропорт на самолётах Boeing 737 для обеспечения транзитных услуг в Осло для части пассажиров авиакомпании Widerøe. Для этой авиакомпании аэропорт Киркенес является региональным хабом, она доставляет сюда пассажиров из других аэропортов восточного Финнмарка. Аэропорт также обслуживает летние чартерные рейсы в центральную Европу. В начале 1990-х годов пять авиакомпаний попытались наладить полёты из этого аэропорта в Мурманск. В общей сложности в 2013 году аэропорт обслужил 297 149 пассажиров.
Киркенес был построен как военный аэродром Люфтваффе во время Второй мировой войны. После войны он стал функционировать как гражданский аэродром, но в 1948 году был закрыт. В 1963 году состоялось повторное открытие аэропорта, уже с новым терминалом и продлённой взлётно-посадочной полосой. Изначально аэропорт использовался авиакомпаниями SAS и Finnair, а с 1970-х годов также Wideroe и Norving. Первоначально аэропорт имел две взлётно-посадочные полосы, 1600 и 1200 метров соответственно, но меньшая из них была закрыта в 1996 году, одновременно с увеличением более длинной полосы. Из-за рельефа местности вся длина ВПП не может эксплуатироваться при некоторых погодных условиях, поэтому существуют планы по выравниванию грунта и ещё большему продлению ВПП.

## История

### Довоенное время и Вторая мировая война
Первая посадка самолёта в Сёр-Варангер была частью эксперимента, проведённого в 1922 году Воздушной службой Королевских ВМС Норвегии, для проверки времени полёта из Хортена в Киркенес. Миссия была доверена Яльмару Рисер-Ларсену и Финну Лютцов-Хольму, которые предпочли 45-часовой перелёт вдоль побережья. Следующая посадка произошла тут только в 1934 году, когда военный Фоккер приземлился на замёрзшее озеро Andrevatn. Далее, в 1937 году, несколько чартерных полётов совершила авиакомпания Wideroe с целью аэрофотосъёмки. Летом следующего года на Киркенес начались регулярные почтовые рейсы с пунктом назначения в Тромсё. Их выполняла Wideroe от имени Det Norske Luftfartselskap (DNL). Введение этих рейсов значительно ускорило доставку почтовых отправлений из Осло в Киркенес, корреспонденция доставлялась в течение одного дня, поэтому полёты решено было продолжить и на следующий сезон. Маршрут из Тромсё проходил с промежуточными остановками в Вадсё и Хаммерфесте, что вызвало требования общественности начать и пассажирские перевозки.
Однако в 1940 году немецкая оккупация Норвегии положила конец всей гражданской авиации вплоть до 1945 года. В ограниченном режиме полёты выполнялись только в Северной Норвегии во время сопротивления, но и они были прекращены после того, как немецкие войска взяли контроль над всей страной. Пассажирские перевозки начались 26 сентября 1940 года рейсом из Тронхейма в Тромсё, выполняемым три раза в неделю, два из которых были продлены до Киркенеса. Полёты выполнялись на довоенных 16-местных пассажирских Ю 52. 20 марта 1941 года полёты были прекращены, поскольку большинство пилотов авиакомпании бежали в Великобританию, чтобы поддержать силы союзников.
Хёйбуктмоэн был выбран Люфтваффе в качестве одного из трёх аэродромов в Северной Норвегии, наряду с Бардуфоссом и Лаксэльвом. В Хёйбуктмоэне немцы построили две взлётно-посадочные полосы, 1000 и 1200 метров в длину соответственно, этот аэродром, в основном, использовался для атак на арктические конвои. Благодаря Операции Нордлихт в октябре 1944 года, немецкие войска были выведены с территории Киркенеса, однако, они успели нанести повреждения ВПП в нескольких местах. Взлётно-посадочная полоса была отремонтирована и, в январе 1945 года, аэродром был занят войсками норвежских полицейских из Швеции во главе с Бернтом Балченом и ВВС СССР.

### Послевоенное время
13 октября 1945 года авиакомпания Det Norske Luftfartselskap возобновила полёты из Киркенеса маршрутом в Тромсё, с последующем перелётом в Тронхейм и Осло. Маршрут обслуживался до 1948 года, когда он был заменён маршрутом в Тромсё на гидросамолёте Ю 52, с промежуточными остановками в Вадсё и Хаммерфесте. Хотя этот маршрут считался ежедневным, он выполнялся только в течение летнего сезона и отличался плохой регулярностью. Первоначальный водный аэродром располагался на фьорде Prestøya, позже он был перенесён к причалу на северной стороне фьорда Langfjorden (в противоположную от Киркенеса сторону), поэтому пассажиры были вынуждены добираться до самолёта вокруг фьорда на лодке. В 1949 году организацию Управления воздушным движением переместили из Хёйбуктмоэна в район Хаганес, но в 1963 году вернули обратно в Хёйбуктмоэн.
С момента основания маршрута до 1953 года, последнего года, когда его выполняла авиакомпания Det Norske Luftfartselskap, ей удалось удвоить количество клиентов. Однако, с 1954 года маршрут был передан авиакомпании Wideroe, которая ввела на нём более маленькие самолёты Noorduyn Norseman и De Havilland Canada DHC-3 Otter. Wideroe обслуживала этот маршрут от имени Det Norske Luftfartselskap, а позже и SAS, вплоть до 1963 года. Varangfly, авиакомпания базировавшаяся в Киркенесе, была основана в 1959 году энтузиастами авиации общего назначения из местного аэроклуба. Авиакомпания изначально имела всего два гидросамолёта, двухместный Piper J-3 Cub и пятиместный Norsk Flyindustri C-5 Polar. Операционная деятельность началась 17 июня 1960. Компания постепенно наращивала круг оказываемых услуг в рамках санитарной авиации, регулярных и чартерных рейсов. Позже Varangfly приобрела восьмиместный наземный самолёт, который начал выполнять рейсы в Бардуфосс, Лаксэльв и аэропорт Ивало в Финляндии, где можно было пересесть на рейс Finnair до Хельсинки.
Планирование строительства нового аэропорта в Хёйбуктмоэне было начато созданным в 1947 году Министерством транспорта и связи комитетом, что привело к включению проекта в Национальный план 1952 года. Но, несмотря на включение проекта в план, реальное строительство было отложено, как из-за высокой стоимости, так и потому, что перед реализацией этого проекта необходимо было закончить строительство более южных аэропортов, запланированных ранее или одновременно с Киркенесом. Реальное строительство в Хёйбуктмоэне началось в 1961 году, а открытие аэропорта состоялось 4 мая 1963 г. Строительные работы включали в себя удлинение взлётно-посадочной полосы до 1600 метров, строительство новой башни управления и пассажирского терминала; хотя, во время открытия, оба здания ещё не были завершены. В этом же году были открыты аэропорты Лаксэльв и Алта. Годом позже был введён в эксплуатацию аэропорт Тромсё.

### История операционной деятельности
На внутренних рейсах, используя 52-местный самолёт Convair CV-440 Metropolitan, из аэропорта начала летать авиакомпания SAS, одновременно с этим Finnair предлагал рейсы в Финляндию на 30-местном Douglas DC-3. В первый месяц обе авиакомпании совершили 88 взлётов/посадок воздушных судов, ещё 44 совершили Королевские военно-воздушные силы Норвегии и 60 Varangfly. SAS и Finnair совместно начали обслуживать маршруты а/к Varangfly, которая не использовала аэропорт для регулярных рейсов. Varangfly была вынуждена продать свой единственный наземный самолёт и сосредоточиться на гидросамолётах. В 1969 году, SAS начала полёты из Киркенеса на 122-х местном пассажирском реактивном Douglas DC-9. В этом же году свои полёты из Киркенеса на гражданских вертолётах начала компания CHC Helikopter Service. В 1964 году аэропорт обслужил 20 638 пассажиров, а в 1970 уже 40 477.
В июне 1968 года авиакомпания Busy Bee заключила контракт с Королевскими военно-воздушными силами на выполнение военных чартерных рейсов. Два самолёта Fokker F27 а/к Busy Bee базировались в Киркенесе и дважды в день выполняли полёты из этого и других аэропортов в северной Норвегии до Будё, с последующей стыковкой до Ставангера, а по пятницам и до Осло. Действие этого контракта продолжалось вплоть до банкротства Busy Bee в 1992 году.
Varangfly, в свою очередь, в 1970 году объединилась с двумя другими авиакомпаниями, в результате была создана а/к Norving, с портом базирования в Киркенесе. Вновь созданная авиакомпания купила восемь пассажирских BN-2 и начала перелёты между Киркенесом и недавно модернизированными аэропортами Берлевог и Мехамн. Позже последовали маршруты в аэропорты Хасвик и Хьёллефьорд, а в 1975 в Ботсфьорд и Вадсё. Wideroe, в свою очередь, получила слоты для полётов в открытый в 1974 году аэропорт Хоннингсвог и открытый в 1977 году аэропорт Хаммерфест. Для обслуживания данных региональных полётов, Wideroe использовала двадцатиместные самолёты de Havilland Canada.
Finnair прекратил выполнение рейсов из Киркенеса в 1975 году. Одновременно с этим, министерство и SAS начали реструктуризацию аэропортов в Финнмарке, поскольку вся операционная деятельность в этой фюльке была дотационной. Рассматривался вариант с повышением цен на билеты, либо вариант понижения статуса аэропорта до регионального. SAS ежедневно выполнял два — три полёта на 90-местных самолётах между аэропортами Киркенеса и Алта, имея всего 10 — 15 пассажиров на борту. В итоге, статус аэропорта сохранился, но цены на билеты постоянно росли. В 1983 году аэропорт обслужил 110 000 пассажиров. Norving выполнял контракты санитарной авиации, заключённые ещё Varangfly, до 1987 года, когда они перешли к авиакомпании Air Express. В дальнейшем контракты были переданы авиакомпании Lufttransport, в распоряжении которой были самолёты Beechcraft Super King Air. В итоге, в 1992 году компания Norving объявила о банкротстве, и их маршруты были переданы Wideroe.
Авиакомпания SAS Commuter была учреждена в 1988 году, а в мае 1990 года она начала свою деятельность в северной Норвегии. Маршрутная сеть была значительно переработана. Все полёты из Киркенеса в Осло на Douglas DC-9 были отменены, вместо них были введены полёты в аэропорты Алта и Тромсё на самолётах Fokker 50. Отказавшись DC-9, SAS значительно сократила издержки на местных маршрутах и увеличило количество своих рейсов. Однако пассажиры были недовольны изменениями в маршрутной сети и сервисом SAS Commuter, что вызвало общественные протесты в Киркенесе. В июне 1990 года, между SAS Commuter и министерством транспорта были проведены внеочередные заседания, посвящённые низкой регулярности и множественным отменам полётов. Беспересадочные полёты из Киркенеса в Осло были восстановлены 1 апреля 1992 года, хотя и с промежуточной посадкой в Тромсё.
Маршрут из Киркенеса в Мурманск был анонсирован SAS Commuter в 1990 году, но авиакомпания вскоре прекратила полёты по этому маршруту. В этом же году, в летний сезон, по маршруту Киркенес — Мурманск начал летать Аэрофлот, предлагая дальнейшую стыковку до Архангельска. В 1992 году маршрут стал круглогодичным. Конкуренцию Аэрофлоту составила авиакомпания Norving, также начавшая летать в Мурманск, но её полёты прекратились в связи с банкротством. Wideroe, которой были переданы слоты Norving, начала полёты в Мурманск в 1994 году на двадцатиместных самолётах Twin Otter. Аэрофлот ушёл с этого маршрута в 1998 году, в 2000 его примеру последовала компания Wideroe.
В конце 1990-х годов ВПП в общей сложности продлили на 290 метров. Первый раз полосу увеличивали в 1996, а второй в 2000 году. Однако Управление гражданской авиации Норвегии никогда не давало разрешения на использование продлённого участка ВПП, поскольку два холма, расположенные рядом с ВПП, мешают безопасной посадке самолёта с востока.
В 2000 году авиакомпания Arctic Air, на 19-местных самолётах Dornier Do 228, переняла от Wideroe рейсы в Вардё. В 2001/2002 годах они также летали в Мурманск. В 2003 году, слот на рейс Вардё был возвращён Wideroe. SAS приобрела авиакомпанию Braathens в 2001 году, в результате чего последняя в 2002 году переняла слоты от SAS и увеличила количество рейсов в Осло до двух раз в день. В 2004 году, SAS и Braathens объединились в авиакомпанию SAS Braathens. Скандинавские авиалинии вернули своё изначальное название только в 2007 году. Norwegian начала полёты из Киркенеса в Осло в 2004 году, изначально 4 раза в неделю. Здание терминала практически не изменилось с 1963 года, хотя некоторые небольшие косметические изменения были внесены. В 2004 году Avinor инвестировал в инфраструктуру 180 миллионов норвежских крон. На эти деньги была построена новая автодорога в аэропорт, заасфальтирована парковка и отремонтирован терминал. Работы были завершены 4 мая 2006 года. В августе 2007 года Wideroe возобновила полёты в Мурманск, но низкий спрос вынудил авиакомпанию прекратить полёты с декабря 2008 года. Кроме того, в 2008 году SAS сократила количество рейсов в Осло до одного в день.

## Инфраструктура
Аэропорт расположен в Хёйбуктмоэне, коммуна Сёр-Варангер, примерно в 15 километрах на запад от Киркенеса, рядом с Европейским маршрутом E06. В летний сезон в аэропорту встречается высокий авиатрафик, поскольку регулярные и чартерные рейсы зачастую прилетают одновременно, подстраиваясь под круизные судна компании Hurtigruten. Иногда это приводит к тому, что аэропорт работает на пределе своей мощности. В 2009 году выручка аэропорта составила 26.4 миллиона норвежских крон (из которых коммерческий доход составлял до пятнадцати процентов), при операционном дефиците 45.4 миллиона норвежских крон. Дефицит покрывается за счёт прибыли крупнейших аэропортов компании Avinor. В 2013 году аэропорт обслужил 297 149 пассажиров и 367 тонн грузов, тут было совершено 8643 взлётов/посадок.
Взлётно-посадочная полоса размером 2115Х45 метра, расположена по курсу 06/24. Размер зоны касания с запада составляет 60 метров от начала ВПП, а с востока 420 метров от начала ВПП. Из-за рельефа местности максимальная используемая длина ВПП варьируется в зависимости от направления взлёта: 1605 метров с востока и 1755 метров с запада. ВПП 24 оборудована системой посадки по приборам. Существует также закрытая взлётно-посадочная полоса, расположенная перпендикулярно к рабочей полосе (14/32). Это гравийная ВПП длиной 1270 метров; часть длины была вымощена и используется в качестве рулёжной дорожки.
Аэропорт с Киркенесом связывает автобусное сообщение, есть служба такси и прокат автомобилей.

## Авиакомпании и направления
Для регулярных рейсов, на август 2016 года, аэропорт используется тремя авиакомпаниями. SAS и Norwegian ежедневно летают в Осло на самолётах Boeing 737 (в летнем расписании у SAS два рейса в день). Wideroe летает в различные региональные аэропорты в фюльке Финнмарк и Тромс, используя Киркенес в качестве хаба для пересадки региональных пассажиров на рейсы в Осло. Всего у авиакомпании семь ежедневных рейсов в пять пунктов назначения на самолётах DHC-8. Hamburg International с мая по сентябрь выполняет чартерные рейсы из Германии от имени Hurtigruten AS с целью перевозки туристов к круизным судам Hurtigruten. Имеются эпизодические чартерные рейсы Atlantic Airways, перевозящие рыбаков.

## Перспективы развития
В 2015—2020 годах Avinor планирует построить в аэропорту новую башню управления и спасательную станцию. Первая из них расположена слишком близко к взлётно-посадочной полосе, в то время как вторая слишком мала и устарела. Также планируется расширение здания терминала, с целью обеспечить одновременное обслуживание двух больших и двух маленьких самолётов. Муниципалитет Финнмарка рассматривает возможность открытия экспресс-парома между Киркенесом и Вадсё, время в пути которого не будет превышать 45 минут. Существует возможность маркетинга Киркенеса в качестве альтернативы Мурманскому аэропорту, поскольку Киркенес может предложить гораздо более дешевые рейсы в Осло, чем те, которые доступны от Мурманска до Москвы в настоящее время.
Avinor также предлагает срыть холмы на востоке аэропорта. В восточном направлении местность, в основном, более плоская, именно поэтому ВПП была увеличена в эту сторону, но это увеличение не может использоваться без выравнивания двенадцати-градусного склона. Несмотря на то, что уменьшенная ВПП не оказывает никакого влияния на маленькие самолёты, она имеет серьёзное влияние на производительность самолётов типа Boeing 737, которые используют Norwegian и SAS. Например, в зимний период 180-местный 737—800 может использовать только 71 процент от своего разрешенного взлётного веса; это препятствует полной загрузке самолёта, летящего в Осло. Влияние на 150-местный 737—700 меньше, такой самолёт может добраться до Осло в зимний период и в Берлин в течение летнего сезона.
Проект оценивается в 267 миллионов норвежских крон. Оценки показывают, что польза для общества будет ниже, чем инвестиционные затраты (отрицательная чистая приведённая стоимость), что даёт средний прогнозируемый дефицит в 124 миллиона норвежских крон. Norwegian строит единый флот из одного типа самолётов (Boeing 737-800), поэтому будет в состоянии обслуживать аэропорт в зимний сезон только при условии, что инвестиции будут осуществлены. Кроме того, проект позволит увеличить чартерный трафик в центральную Европу и повысить регулярность существующих рейсов. Однако Avinor прямо заявил, что он не будет финансировать подобный проект без прямых субсидий со стороны государства.